# Ныне прославися сын человеческий
«Ныне прославися сын человеческий» — религиозно-историческая драма Артура Войтецкого по мотивам рассказов русского писателя Антона Чехова «Архиерей», «Княгиня», «Святою ночью», снятая в 1990 году в украинской Виннице. Фильм повествует о последних днях жизни архиерея, почувствовавшего лишь на смертном одре свою оторванность от жизни, от природы, ощутившего недостаток простого человеческого внимания.

## Название
Название фильма заимствовано из одного из стихов Евангелия от Иоанна:

Когда он вышел, Иисус сказал: ныне прославился Сын Человеческий, и Бог прославился в Нем.
Оригинальный текст (церк.-сл.)Егда́ изы́де, глаго́ла Иису́съ: ны́нѣ просла́вися Сы́нъ человѣ́ческiй, и Бо́гъ просла́вися о не́мъ.
— Ин. 13:31

## Сюжет
Сильная болезнь архиерея окончательно подкосила его — он понимает, что уже не в силах сопротивляться смерти и доживает последние дни. Оценивая свою прожитую жизнь, он погружается в воспоминания: видит картины из детства, годы церковного служения и другие важные и запоминающиеся события. Однако лишь на смертном одре он понимает, насколько он оторван от всего остального мира, как ему не хватает обычного человеческого общения.

## В ролях
| Актёр                | Роль                             |
| -------------------- | -------------------------------- |
| Богдан Ступка        | архиерей                         |
| Валентина Салтовская | мать                             |
| Лидия Ежевская       | княгиня                          |
| Афанасий Кочетков    | доктор                           |
| Михаил Глузский      | преподобный отец Сысой           |
| Инна Капинос         | девушка из воспоминаний архиерея |
| Александр Радько     |                                  |
| Виталий Бенедюк      |                                  |
| Наталья Пастушенко   |                                  |

## Музыка
В фильме использованы песнопения православных богослужений композиторов Дмитрия Бортнянского, Сергея Рахманинова, Александра Кастальского и других, в том числе неизвестных, авторов, «Элегия» Жюля Массне в исполнении Фёдора Шаляпина, а также русские, украинские и цыганские народные песни.